# 1451
Il 1451 (MCDLI in numeri romani) è un anno  del XV secolo.

## Eventi
- Maometto II succede al padre Murad II come Sultano dell'Impero ottomano.
- 8 settembre, Apparizione della Madonna a Graziosa Tabarello di Conscio (Casale sul Sile) – (TV).

## Nati
- 14 gennaio - Franchino Gaffurio, teorico musicale e compositore italiano († 1522)
- 17 febbraio - Raffaele Maffei, umanista, letterato e storico italiano († 1522)
- 28 febbraio - Liu Jin, funzionario cinese († 1510)
- 4 marzo - Andrea Torresano, tipografo e editore italiano († 1528)
- 7 marzo - Tommaso Baldinotti, nobile, presbitero e poeta italiano († 1511)
- 17 marzo - Pier Soderini, politico italiano († 1522)
- 22 aprile - Isabella di Castiglia, regina spagnola († 1504)
- 2 maggio - Renato II di Lorena, nobile francese († 1508)
- 17 maggio - Antonio Fiorentino della Cava, architetto e ingegnere italiano († 1522)
- 18 agosto - Sforza Maria Sforza, duca († 1479)
- 5 settembre - Isabella Neville, principessa britannica († 1476)
- 10 settembre - Giovanni Giacomo Schiaffinato, cardinale e vescovo cattolico italiano († 1497)
- 15 ottobre - Bernardo Contarini, nobile e militare italiano († 1496)
- 16 ottobre - Federico I di Napoli, sovrano italiano († 1504)
- 20 ottobre - Giovan Carlo Tramontano, conte italiano († 1514)
- 29 novembre - Elisabetta di Hohenzollern, nobile († 1524)
- 6 dicembre - Antonio Mancinelli, grammatico e umanista italiano († 1505)
- Giovanni Maria Angiolello, viaggiatore italiano († 1525)
- Baldassarre di Meclemburgo, vescovo cattolico tedesco († 1507)
- Cristoforo Colombo, navigatore e esploratore italiano († 1506)
- André d'Espinay, abate, arcivescovo cattolico e cardinale francese († 1500)
- Juan Rodríguez de Fonseca, vescovo cattolico spagnolo († 1524)
- Girolamo Ginelli, religioso italiano († 1506)
- Girolamo da Treviso il Vecchio, pittore italiano († 1497)
- Claudina di Monaco, monegasca († 1515)
- Antonia Malatesta, nobildonna italiana († 1483)
- Ippolito Marsili, giurista italiano († 1529)
- Nicolò da Bracciano, teologo e vescovo cattolico italiano († 1509)
- Nur Sultan, principessa mongola († 1519)
- Giovannangelo Porro, religioso italiano († 1505)
- René de Prie, cardinale e vescovo cattolico francese († 1519)
- Kemal Reis, ammiraglio ottomano († 1511)
- Giacomo Secco, condottiero italiano († 1512)
- Muhammad Shaybani, politico e militare uzbeko († 1510)
- Antonio Surian, patriarca cattolico italiano († 1508)
- Cherubino Testa, presbitero italiano († 1479)
- Giovanni Mercurio da Correggio, alchimista italiano
- Pierre de Rohan-Gié, politico e militare francese († 1513)
- Luchina della Rovere, nobildonna italiana († 1515)

## Morti
- 1º gennaio - Elisabetta di Baviera-Landshut, duchessa (n. 1419)
- 7 gennaio - Amedeo VIII di Savoia, nobile (n. 1383)
- 3 febbraio - Murad II, sultano ottomano (n. 1404)
- 19 febbraio - Caterina Appiano, nobildonna italiana (n. 1401)
- 6 aprile - Lancelot de Lusignan, cardinale cipriota
- 28 maggio - Ercolano da Piegaro, presbitero italiano (n. 1390)
- 8 giugno - Francesco Malipiero, arcivescovo cattolico italiano
- 26 giugno - Reinardo II di Hanau, conte tedesco (n. 1369)
- 11 luglio - Barbara di Cilli, nobile slovena (n. 1392)
- 2 agosto - Elisabetta di Görlitz, duchessa (n. 1390)
- 9 settembre - Jean le Jeune, cardinale e vescovo cattolico francese (n. 1411)
- 21 settembre - Louis de La Palud, abate, vescovo cattolico e cardinale svizzero
- 29 settembre - Gioacchino di Pomerania, nobile tedesco
- 10 ottobre - Astorgio Agnesi, cardinale e arcivescovo cattolico italiano (n. 1391)
- 17 ottobre - Alessandra di Pomerania-Stolp, nobile (n. 1437)
- 3 novembre - Cecilia Gonzaga, nobildonna e religiosa (n. 1426)
- 15 novembre - Giovanni I Pico, condottiero e nobile italiano
- Abu Muhammad Mahmud al-'Ayni, storico arabo (n. 1361)
- Neri II Acciaiuoli, nobile italiano
- Cecilia Aldobrandeschi, nobile italiana (n. 1415)
- Antonio da Cannara, giurista italiano
- Giovanni Sforza, condottiero italiano (n. 1407)
- Giovanni Badile, pittore italiano (n. 1379)
- Jacopino Badoer da Peraga, umanista e arcivescovo cattolico italiano
- Giovanni Contarini, patriarca cattolico italiano
- Giovanni II di Egmond, nobile (n. 1385)
- Giorgio Laccioli, religioso italiano
- Bernardo Landriano, vescovo cattolico italiano
- Stephan Lochner, pittore tedesco
- Luca Muazzo, vescovo cattolico italiano
- Sultan Muhammad bin Baysonqor, re persiano
- Gonzalo Pérez, pittore spagnolo
- Antonio Ponticorona, vescovo cattolico italiano
- Orsina Visconti, nobile italiana (n. 1380)

## Calendario
| Calendario 1451 | Calendario 1451 | Calendario 1451 | Calendario 1451 | Calendario 1451 | Calendario 1451 | Calendario 1451 | Calendario 1451 | Calendario 1451 | Calendario 1451 | Calendario 1451 | Calendario 1451 | Calendario 1451 | Calendario 1451 | Calendario 1451 | Calendario 1451 | Calendario 1451 | Calendario 1451 | Calendario 1451 | Calendario 1451 | Calendario 1451 | Calendario 1451 | Calendario 1451 | Calendario 1451 | Calendario 1451 | Calendario 1451 | Calendario 1451 | Calendario 1451 | Calendario 1451 | Calendario 1451 | Calendario 1451 | Calendario 1451 | Calendario 1451 |
| --------------- | --------------- | --------------- | --------------- | --------------- | --------------- | --------------- | --------------- | --------------- | --------------- | --------------- | --------------- | --------------- | --------------- | --------------- | --------------- | --------------- | --------------- | --------------- | --------------- | --------------- | --------------- | --------------- | --------------- | --------------- | --------------- | --------------- | --------------- | --------------- | --------------- | --------------- | --------------- | --------------- |
|                 | 1               | 2               | 3               | 4               | 5               | 6               | 7               | 8               | 9               | 10              | 11              | 12              | 13              | 14              | 15              | 16              | 17              | 18              | 19              | 20              | 21              | 22              | 23              | 24              | 25              | 26              | 27              | 28              | 29              | 30              | 31              |                 |
| Gennaio         | Ve              | Sa              | Do              | Lu              | Ma              | Me              | Gi              | Ve              | Sa              | Do              | Lu              | Ma              | Me              | Gi              | Ve              | Sa              | Do              | Lu              | Ma              | Me              | Gi              | Ve              | Sa              | Do              | Lu              | Ma              | Me              | Gi              | Ve              | Sa              | Do              |                 |
| Febbraio        | Lu              | Ma              | Me              | Gi              | Ve              | Sa              | Do              | Lu              | Ma              | Me              | Gi              | Ve              | Sa              | Do              | Lu              | Ma              | Me              | Gi              | Ve              | Sa              | Do              | Lu              | Ma              | Me              | Gi              | Ve              | Sa              | Do              |                 |                 |                 |                 |
| Marzo           | Lu              | Ma              | Me              | Gi              | Ve              | Sa              | Do              | Lu              | Ma              | Me              | Gi              | Ve              | Sa              | Do              | Lu              | Ma              | Me              | Gi              | Ve              | Sa              | Do              | Lu              | Ma              | Me              | Gi              | Ve              | Sa              | Do              | Lu              | Ma              | Me              |                 |
| Aprile          | Gi              | Ve              | Sa              | Do              | Lu              | Ma              | Me              | Gi              | Ve              | Sa              | Do              | Lu              | Ma              | Me              | Gi              | Ve              | Sa              | Do              | Lu              | Ma              | Me              | Gi              | Ve              | Sa              | Do              | Lu              | Ma              | Me              | Gi              | Ve              |                 |                 |
| Maggio          | Sa              | Do              | Lu              | Ma              | Me              | Gi              | Ve              | Sa              | Do              | Lu              | Ma              | Me              | Gi              | Ve              | Sa              | Do              | Lu              | Ma              | Me              | Gi              | Ve              | Sa              | Do              | Lu              | Ma              | Me              | Gi              | Ve              | Sa              | Do              | Lu              |                 |
| Giugno          | Ma              | Me              | Gi              | Ve              | Sa              | Do              | Lu              | Ma              | Me              | Gi              | Ve              | Sa              | Do              | Lu              | Ma              | Me              | Gi              | Ve              | Sa              | Do              | Lu              | Ma              | Me              | Gi              | Ve              | Sa              | Do              | Lu              | Ma              | Me              |                 |                 |
| Luglio          | Gi              | Ve              | Sa              | Do              | Lu              | Ma              | Me              | Gi              | Ve              | Sa              | Do              | Lu              | Ma              | Me              | Gi              | Ve              | Sa              | Do              | Lu              | Ma              | Me              | Gi              | Ve              | Sa              | Do              | Lu              | Ma              | Me              | Gi              | Ve              | Sa              |                 |
| Agosto          | Do              | Lu              | Ma              | Me              | Gi              | Ve              | Sa              | Do              | Lu              | Ma              | Me              | Gi              | Ve              | Sa              | Do              | Lu              | Ma              | Me              | Gi              | Ve              | Sa              | Do              | Lu              | Ma              | Me              | Gi              | Ve              | Sa              | Do              | Lu              | Ma              |                 |
| Settembre       | Me              | Gi              | Ve              | Sa              | Do              | Lu              | Ma              | Me              | Gi              | Ve              | Sa              | Do              | Lu              | Ma              | Me              | Gi              | Ve              | Sa              | Do              | Lu              | Ma              | Me              | Gi              | Ve              | Sa              | Do              | Lu              | Ma              | Me              | Gi              |                 |                 |
| Ottobre         | Ve              | Sa              | Do              | Lu              | Ma              | Me              | Gi              | Ve              | Sa              | Do              | Lu              | Ma              | Me              | Gi              | Ve              | Sa              | Do              | Lu              | Ma              | Me              | Gi              | Ve              | Sa              | Do              | Lu              | Ma              | Me              | Gi              | Ve              | Sa              | Do              |                 |
| Novembre        | Lu              | Ma              | Me              | Gi              | Ve              | Sa              | Do              | Lu              | Ma              | Me              | Gi              | Ve              | Sa              | Do              | Lu              | Ma              | Me              | Gi              | Ve              | Sa              | Do              | Lu              | Ma              | Me              | Gi              | Ve              | Sa              | Do              | Lu              | Ma              |                 |                 |
| Dicembre        | Me              | Gi              | Ve              | Sa              | Do              | Lu              | Ma              | Me              | Gi              | Ve              | Sa              | Do              | Lu              | Ma              | Me              | Gi              | Ve              | Sa              | Do              | Lu              | Ma              | Me              | Gi              | Ve              | Sa              | Do              | Lu              | Ma              | Me              | Gi              | Ve              |                 |